# 作文
作文（さくぶん）とは、ある情報を伝達することを目的として、文章を順序立てて作製する行為である。人間の言語活動の中でも特に論理性や構造性が最も問われるものであると考えられる。

## 概要
作文とは物語や感情の表現、または事実や意見などの情報の伝達を目的として一定の秩序をもって書かれる文の集合体を作製する行為である。作文能力は学問世界では広く用いられる能力であり、論理的な思考を共有するために欠かせない非常に重要な技能であると考えられている。
なお、日本語における「作文」本来の語源は漢詩・賦を作ることを意味しており、「さくもん」と読まれていた（「もん」は呉音による発音）。平安時代中期（最古の例は『九暦』天暦3年3月11日（949年4月11日）条）より使われ始め、漢詩の作成の優劣を競う作文会（さくもんえ）も盛んに行われた。今日のように文章一般の作成を「作文」と呼ぶようになったのは、室町時代と言われている。

## 日本語での作文
小学校・中学校では、国語科の単元の一つとして「作文」があり、読書感想文、夏休みの日記、社会見学、合宿など体験的な行事の感想などさまざまなテーマで書く課題が与えられる。学級内のいじめや仲違いなどの事件の反省として書かされる場合もある。高等学校では、作文を含んだ「国語表現I」「国語表現II」という科目も設けられている。
日本には戦前からの生活綴方の伝統がある。現在でもその流れをくむ民間教育研究団体の「日本作文の会」が活動している。
その一方で、日本での作文教育は、国際的な基準から見て、非体系的で主観的とみなされることもある。たとえば、翻訳業界では、日本語文章の構成が恣意的で非論理的であることが多いため、日本語から他国語への翻訳はひときわ技能を要するとされている。また、日本語の教育については、言語学的な（比較言語的な）客観的立場、諸外国語の知識を踏まえていない研究や、日本語のみの理解にもとづいて行われている点を指摘されることもある。また日本語の文法についても、伝統的な「学校文法」（橋本進吉の文法論）では説明できない部分が非常に多く、言語教育、とりわけ文法教育が整えられていくことが必要とされている。
作文は、単なる学習の課題であるだけでなく、思考をまとめ、表現する活動としても重きを置かれている。欧米の大学では、「Writing」として教養課程で作文を実施しているところもある。日本の大学教育では、比較的軽視されている傾向がある。
また、体裁だけが整っており、内容が伴わない文章のことも作文と呼ばれる。例として、供述証書（検事調書）を「検察官の作文」などという。